# Ferencz József (püspök, 1835–1928)
Kilyéni Ferencz József (Alparét, 1835. augusztus 10. – Kolozsvár, 1928. február 19.) unitárius lelkész, erdélyi magyar unitárius püspök 1876-tól több, mint fél évszázadon keresztül egészen a haláláig, királyi tanácsos.

## Élete
Iskoláit a kolozsvári unitáriusok főiskolájában végezte 1855-ben; ugyanezen évben pappá szentelték és két évig segédpap volt a kolozsvári unitárius gyülekezetben. 1857-ben a vallásközönség költségén külföldi akadémiákra küldték, ahol két évet töltött Göttingában és Berlinben; egyúttal nagyobb körutat tett Belgiumban, Franciaországban és Angliában, ahol Londonban az angol unitáriusok 1859-ben közgyűlésén egyházának is képviselője volt. Ugyanezen évben a kolozsvári unitárius egyház megválasztotta másodpapjának s vallásközönsége a kolozsvári főiskola mellé rendes tanárnak alkalmazta; ez utóbbi állomásra már külföldre menetele előtt 1857-ben megválasztatott. 
1861-ben a kolozsvári eklézsia rendes papja, 1876-ban püspök, 1878-ban királyi tanácsos lett. 1884-ben a toroczkói kerület országgyűlési képviselőnek választotta. Dávid Ferenc első unitárius püspök halálának évfordulójára, 1879-re egyházi és iskolai célokra 10.000 forintot gyűjtött és adott át alapítványúl egyházának.
1928. február 19-én hunyt el 93 éves korában 52 évnyi püspökösködés után. Síremléke a kolozsvári Házsongárdi temetőben található. Ismeretes róla, hogy lelkes természetjáró volt.

## Művei

### Folyóiratcikkek
Cikkei a Protestáns Egyházi és Iskolai Lapban (1864. Az unitáriusok nem Socinianusok, Nyilt válasz Molnár Aladár urnak, 1868. Unitáriusok az 1868. évi költségvetésben. 1869. A vallási törvényekhez, 1870. Az egyetem kérdéséhez, 1872. Az unitarismus a debreceni theol. kathedra itélőszéke előtt, Észrevételek Védszó az unitarismus ellen c. cikkre, 1884. Emlékezés Török Pálra sat.), a Kolozsvári Közlönyben (1871. Jókai Mór Schimdt Julian után ford. 1872. Egy álom, Esquiros Alf. Emil de XIX. siècle c. művéből ford., Kant Immanuel, az Inquirer angol hetilapból, 1882. Az öngyilkosság Morselli után), a Magyar Polgárban (1872. Maximilián, mexikói császár bukása, 1883. Házasság katholikusok és unitáriusok között, 1884. A férfi hitvallás Revue des Deux Mondes után ford.), a kolozsvári Hölgyfutárban (1877. Narcissus, rege angolból ford.), a Honban (1873. 232. sz. Még egyszer az unitárius iskolák), a Vasárnapi Ujságban (1874. Dávid Ferencz és a szombatosság.) Dolgozott még az Erdélyi Prot. Közlönybe s a Kovács Albert által szerkesztett Egyházi Reformba.
Szerkesztette a Keresztény Magvető c. egyházi folyóiratot 1867-től 1876-ig. (Ebben a folyóiratban 1861-től 1893-ig szintén több, részint eredeti, részint angolból fordított munkálata van: egyházi dolgozatok, életrajzok, könyvismertetések, egyházi szemlék stb.)

### Önállóan megjelent művek
- Gróf Széchenyi István a nemzeti bölcs emléke egy könyörgésben és egyházi beszédben, melyet az erdélyi unitáriusok kolozsvári templomában tartott gyász isteni tisztelet alkalmával mondott (Kolozsvár), 1860
- Unitárius káté tekintettel a konfirmácziói vallástanításra. Kolozsvár, 1864 (2. kiadás 1869. Online; 3. k. 1875. Kolozsvár, 10. módosított kiadása 1921., 11. átdolgozott kiadása is van; németül 1892)
- Első nyilvános unitárius isteni tisztelet Pesten. Az ev. ref. tanintézetének tanácsteremében jún. 13. Pest, 1869 (2. kiadás, 1868. 3. k. 1871. Pest, 4. k. 1874. Bpest)
- Channing Ellery Vilmos válogatott művei. Angolból ford. Kolozsvár, 1870-81, hat kötet (Többekkel együtt) Számos egyházi, zsinati és temetési beszéd
- Egy békés érzületű uralkodó képe. Egyházi beszéd és ima V. Ferdinánd gyásztiszteletére, Kolozsvár, 1875
- Gyászkoszorú nagy-ajtai Kriza János unit. püspök koporsójára téve. Kolozsvár, 1875
- Unitárius kis tűkör, vagyis az unitárius egyház története, hitelvei, egyházalkotmánya és szertartásai rövid foglalatja. Kolozsvár, 1875 Online (2. kiadás 1881. Kolozsvár. Ism. Prot. Egyh. és Isk. Lap 1883. Németül Léhmann Róbert által ford. Bécs, 1879. Online)
- Unitárius isteni tisztelet okt. 22. 1876. Budapesten az ág. hitv. főgymn. nagy termében. Kolozsvár, 1877
- A vallás külformáinak befolyása a hitéletre. Kecskemét, 1876
- Egyházszertartási dolgozatok (Agenda) Bpest, 1878
- Ima Kaali Nagy Elek nyug. min. tanácsos s az unitarius vallásközönség főgondnoka koporsójánál Kolozsvárt jan. 9. Kolozsvár, 1878
- Dávid Ferenc emlékszobra (Budapest, 1879)
- Vallásos dolgokról (Párbeszéd.) Kolozsvár, 1890 (Dávid Feencz-egylet Kiadványai IX. sz. Felolvasások 2. kötet 1. sz.)
- A vallás. Kolozsvár, 1896)
- Hittan unit. középiskolák számára. Kolozsvár, 1902 (II. átdolgozott kiad. 1930)
- Emlékeimből. Kolozsvár, 1925

Továbbá azok az imák és beszédek, melyeket gr. Széchenyi István (1860), Dávid Ferenc (1879) és V. Ferdinánd (1875) emlékére, Derzsi János emlékköve leleplezésekor (1893), Füzi Jánosné Gyergyai Krisztina (1869), Kriza János (1875), Kaáli Nagy Elek (1878), ifj. Koronka László (1863), Kelemen Benő (1883), gr. Kornis Zsigmondné br. Győrffy Berta, Kovács János (1905) temetésén, valamint számos zsinati, lelkészavatási, beiktatási, templomszentelési stb. alkalommal tartott. Lefordította angolból a szabadgondolkozók amsterdami gyűlésének emlékkönyvét „Vallás és szabadság” c. alatt (1904), előszót írt a Szentábrahámi Lombard Mihály „Systema…”-jának magyar fordításához és részt vett a Channing válogatott műveinek lefordításában.